# Mekides Abebe
Mekides Abebe Demewoz, née le 29 juillet 2001, est une athlète éthiopienne.

## Biographie
Elle est médaillée d'or du 3 000 mètres steeple aux  Jeux africains de 2019.
En 2021 elle établit un nouveau record national, 9 min 02 s 52, lors du meeting Doha Diamond League.
Elle remporte la médaille de bronze du 3 000 m steeple lors des championnats du monde 2022 à Eugene, derrière Norah Jeruto et Werkuha Getachew.

## Palmarès
| Date | Compétition                    | Lieu         | Résultat | Épreuve         | Performance    |
| ---- | ------------------------------ | ------------ | -------- | --------------- | -------------- |
| 2017 | Championnats d'Afrique juniors | Tlemcen      | 1re      | 3 000 m steeple | 10 min 11 s 80 |
| 2018 | Jeux olympiques de la jeunesse | Buenos Aires | 2e       | 2 000 m steeple | 5 pts          |
| 2019 | Jeux africains                 | Rabat        | 1re      | 3 000 m steeple | 9 min 35 s 18  |
| 2019 | Championnats du monde          | Doha         | 11e      | 3 000 m steeple | 9 min 25 s 66  |
| 2021 | Jeux olympiques                | Tokyo        | 4e       | 3 000 m steeple | 9 min 06 s 16  |
| 2022 | Championnats du monde          | Eugene       | 3e       | 3 000 m steeple | 8 min 56 s 08  |